# Erik Nordling
Erik Johannes Nordling, född 26 juni 1903 i Gudmundrå församling i Västernorrlands län, död 1 juni 1962 i Karlskrona amiralitetsförsamling i Blekinge län, var en svensk militär.
Nordling tog studentexamen i Härnösand 1921 och sjöofficersexamen vid Kungliga Sjökrigsskolan 1926, varpå han samma år utnämndes till fänrik i kustartilleriet. Han befordrades till underlöjtnant 1928 och löjtnant 1929. Han studerade vid Gymnastiska Centralinstitutet 1929–1930 och genomgick Artillerikursen vid Kungliga Sjökrigshögskolan 1931–1933. Han tjänstgjorde 1933–1934 vid Marinförvaltningen och var 1933–1935 repetitör vid Kungliga Sjökrigshögskolan, varpå han 1935–1937 var tygofficer vid Vaxholms fästning. År 1937 befordrades han till kapten, varefter han 1938 tjänstgjorde vid Marinförvaltningen och 1938–1943 vid Gotlands kustartilleriförsvar. Han befordrades 1943 till major och var sektionschef vid Marinförvaltningen 1943–1947. År 1947 befordrades han till överstelöjtnant, varpå han var bataljonschef vid Karlskrona kustartilleriregemente 1947–1948. Han var chef för Kustartilleriets skjutskola 1948–1950 och chef för Artilleribyrån i Marinförvaltningen 1950–1953. År 1952 studerade han vid Försvarshögskolan. Han utnämndes 1953 till överste och chef för Karlskrona kustartilleriregemente, en post som han innehade till sin död 1962.
Erik Nordling invaldes 1948 som ledamot av Kungliga Örlogsmannasällskapet och 1950 som ledamot av Kungliga Krigsvetenskapsakademien. Han är begravd på Galärvarvskyrkogården i Stockholm.

## Utmärkelser
- Kommendör av första klass av Svärdsorden, 6 juni 1961.[3]